# St. Joseph (Herne)
Die St.-Josef-Kirche ist eine katholische Pfarrkirche in Herne. Sie ist die zweite Kirche an dieser Stelle und liegt an der Roonstraße in Herne-Horsthausen. Heute ist sie Gemeindekirche der St. Dionysius-Gemeinde des Dekanates Emschertal im Erzbistum Paderborn.

## Baugeschichte
Die dünn besiedelte Region  um Horsthausen erlebte, genau wie das übrige Ruhrgebiet, durch den nordwärts ziehenden Bergbau im letzten Drittel des 19. Jahrhunderts einen rasanten Bevölkerungszuwachs. Dadurch mussten die Mutterkirchen Pfarrvikarien schaffen, um allen Menschen weiterhin die aktive Teilnahme am Gottesdienst dem Gemeindeleben ermöglichen zu können. Von der Lambertuskirche in Castrop löste sich im Jahr 1900 die St.-Joseph-Gemeinde ab (Stichwort Abpfarrung) Bereits 1896 kaufte man vom Landwirt Schulte am Esch ein Grundstück an der Südseite der Roonstraße.

### Alte Kirche
Mit Unterstützung der Zeche Friedrich der Große wurde eine neugotische Kirche zwischen der nördlichen Roon- (Haupteingang) und der südlichen Luisenstraße (Chor) errichtet. Verursacht durch Bergschäden neigte sich das Kirchenschiff um mehr als einen Meter auf der Nordseite und die Turmspitze geriet um 2,15 m aus dem Lot. Nach Abwägung der Reparaturkosten mit den Kosten eines Neubaus entschied sich die Gemeinde für den Abriss, zumal noch teure Instandsetzungsarbeiten, die aus dem Luftangriff vom 11. November 1944 resultierten, hätten finanziert werden müssen. Der schiefe Turm von Horsthausen wurde am 15. August 1983 gesprengt.

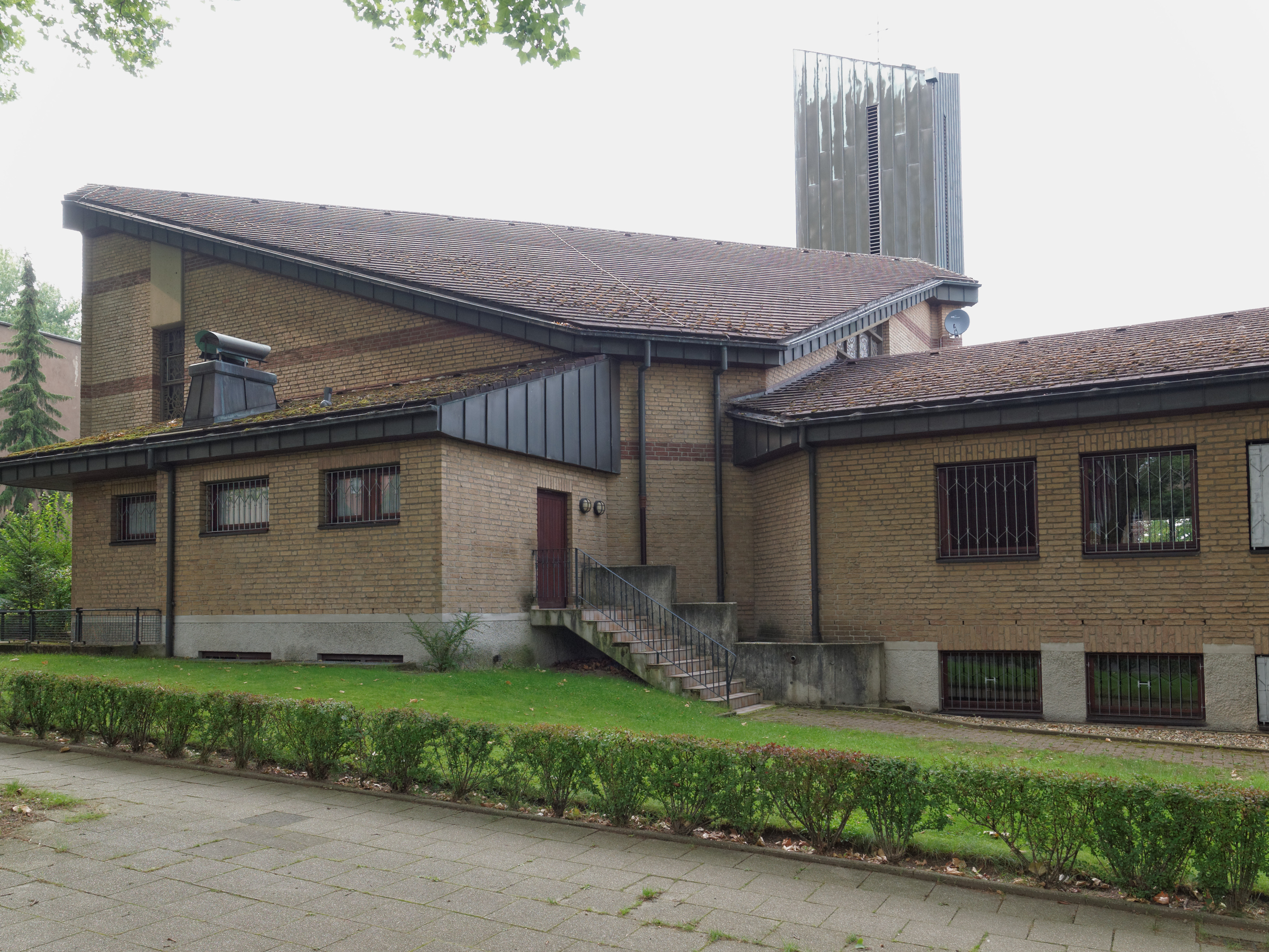
Ansicht von der Luisenstraße aus

### Neue Kirche
Im Gegensatz zu seinem Vorgängerbau verzichtet der neue Kirchbau (mit Ausnahme des Turms) auf eine das Stadtbild beherrschende Dominanz. In bewusster Abkehr von der historisierenden Baukunst der alten St.-Joseph-Kirche mit ihrem neugotischen Formenrepertoire verkörpert die 1984 geweihte Kirche den liturgischen als auch funktionalen Wandel der Sakralbauten in der modernen architektonischen Formensprache der Nachkriegszeit. Gebaut wurde eine Kirche mit angeschlossenem Gemeindezentrum, das sich über eine Schiebetür zum Gottesdienstraum hin öffnen lässt und damit in den Kirchenraum integriert wurde. Beide Gebäude sind aus den gleichen Baumaterialien in niedrigen Bauweise gefertigt und passen sich dem umgebenden Wohnumfeld an. Lediglich der Glockenturm (26,70 m Höhe), der durch seine Kupferverkleidung etwas klobig wirkt, fällt aus dem Rahmen. Architekt des Baues war Gerold Ringelhan in Wenden.

## Ausstattung
Im Inneren ist die Kirche aufgrund der wenigen Fenster und der mit Holzpaneelen verkleideten Decke dunkel gehalten. Die Leitidee des Innenraumes lautet: Das Volk Gottes auf dem Weg. Der Baukörper und seine Deckengestaltung verweisen daher auf ein Zelt. Durch eine geschickten Lichtführung fällt die zweistufige  Altarinsel, die durch zwei asymmetrisch angeordneten senkrechten Fensterbänder beleuchtet wird, auf. Der Hauptweg, der die Diagonale des quadratischen Kirchengrundrisses (20,40 m) bildet, führt direkt zum Altar und zum Licht. Die Glasfenster schuf Helmut Lang aus Köln. Der Bildhauer Ulrich Langohr in Wenden schuf u. a. die vier Seitenreliefs des Altars mit Szenen aus dem Alten Testament.

## Orgel
In der St. Josephskirche befindet sich eine klassizistische Schleifladenorgel mit ursprünglich neun Registern aus dem Jahre 1810. Der Orgelprospekt mit Pfeifenstockgesims ist aus Eiche und hat die Maße von 10 m. Höhe, 4 m. Breite und 2,4 m. Tiefe. Die vergoldeten Profile, Schleierwerk und Konsolen bilden mit der frühklassizistischen Dekorschnitzerei den dreitürmigen Prospekt. Die Orgel wurde in Herford vom Orgelbauer Meyer erstellt. 1903 gelangte sie in die Börniger Notkirche, nach 1904 in die dortige neue St.-Peter-und-Paul-Kirche. Sie wurde dabei auf 17 Register erweitert. 1960 übergab man sie für die alte Horsthauser Kirche, um sie 1983 für den Kirchenneubau bei der Firma Sauer in Höxter restauriert und auf 21 Register erweitern zu lassen. Seit 1987 ist sie, unter weiteren Erweiterungen des Spielwerks und des Orgelgehäuses, wieder in Gebrauch. Sie ist die älteste erhaltene und zugleich wertvollste Orgel in Herne. Im Jahr 2016 wurde die Orgel erneut restauriert.

### Glocken
Das Geläut im Glockenturm besteht aus vier Gussstahlglocken des Bochumer Vereins, gegossen 1952 und gestimmt auf das Präfationsmotiv d′ – f′ – g′ – a′.